# Габышев, Александр Прокопьевич
Алекса́ндр Проко́пьевич Га́бышев (род. 22 ноября 1968, Якутская АССР, РСФСР, СССР) — российский общественный деятель, оппозиционер, называвший себя шаманом-воином. В 2019 году организовал публичную общественную акцию протеста против В. В. Путина в форме пешего марша по маршруту от Якутска до Москвы.
12 мая 2020 года принудительно госпитализирован в Якутский республиканский психоневрологический диспансер. 25 июня 2020 года международная правозащитная организация «Мемориал» объявила его политзаключённым. В 2021 году признан «невменяемым» психолого-психиатрической экспертизой, проведённой в Якутском психоневрологическом диспансере.

## Ранние годы
Александр Габышев родился 22 ноября 1968 года в Якутской АССР. По словам Габышева, он окончил исторический факультет Якутского государственного университета, но работал не по специальности — сварщиком и дворником.

## Духовное мировоззрение
Габышев является двоеверцем, что исторически распространено в Сибири и на Дальнем Востоке среди коренных и малочисленных народов, крещён в православии и при этом исповедует традиционные якутские верования. Себя Габышев называет шаманом-воином, получившим задание от Бога, иногда также использует имя тюрко-монгольского небесного божества — Тенгри. По словам Габышева, он стал шаманом в 2009 году (недоступная ссылка).

## Пеший марш 2018 года
В начале августа 2018 года Габышев отправился в пешее путешествие до Москвы, называл себя паломником, человеком, почитающим несколько верований коренных народов Крайнего Севера. Целью идеи отправиться в пеший поход до Москвы было распространять, «популяризировать» северные верования.
Вскоре он прервал свой пеший марш, потому что его пёс Рекс попал под машину и нуждался в лечении.

## Пеший марш 2019 года
6 марта 2019 года Габышев отправился из Якутска пешком в Москву. Он шёл по обочинам автотрасс с тележкой, нагружённой необходимыми в дороге вещами, включая юрту для ночлега. С его собственных слов, в марте-апреле дополнительно перемещался на попутках.
На начальном этапе пути Габышев упоминался в соцсетях под именем Хаамайы Сааскы. По утверждению корреспондента «Аргументов и фактов» Андрея Сидорчика, вначале намерения «изгнать Путина из Кремля» Габышев не проявлял: оно появилось в высказываниях «шамана-воина» с июля.
По словам Габышева, Путин является демоном, которого не любит природа. Там, где он появляется, впоследствии происходят катаклизмы — таким образом природа очищается от его влияния. Справиться с демоном под силу только шаману; себя Габышев называет шаманом-воином, своей задачей он считает восстановление в стране народовластия и гармонии, по возможности мирными средствами, но, если потребуется, то и силой. Габышев надеялся, что в пути к нему будет присоединяться всё больше людей, что поможет в решении поставленной задачи.
По его словам, для изгнания Путина он зажжёт костёр на Красной площади, прямо перед стеной Кремля. По якутским традициям он накормит костёр кумысом и конским волосом, будет стучать в кожаный бубен и совершать молитву, после чего Путин придёт в себя и спокойно подаст в отставку. В случае запрета ритуала миллионы людей восстали бы и потребовали от Путина уйти.
По дороге к Габышеву часто подходили и беседовали люди из проезжающих машин. Некоторые шли вместе с Габышевым отрезки пути, снимали его на видео, некоторые дарили еду и деньги; поначалу от денег он отказывался, но людей это обижало, и тогда он стал их брать, чтобы иногда ночевать в гостиницах. Видео о Габышеве набрали более миллиона просмотров.
Свои идеи о демократии, тяжёлом положении простых людей и своей роли Габышев высказал следующим образом:

Демократия должна быть без страха. Сейчас люди боятся говорить, боятся, что их уволят, зарплаты лишат. Просто у нас государственная сила беспредельная, демоническая. Народ в искусственную депрессию загнан. Естественную депрессию знахарь вылечит махом, а эту, искусственную, только колдовство. Колдун нагнал свою иллюзию страха, депрессию на всю страну, но белый колдун — такой, как я, — сможет это наваждение развеять. Политик здесь бесполезен, только колдовство на колдовство.
Путин также государственность пытается укрепить во всём мире — в Северной Корее, Сирии… А в европейских странах, в США государственная власть уравновешена народовластием. Трамп в Америке пытается это нарушить, но пока не выходит. Равновесие должно быть — между государственной властью и народом. И борьба за равновесие идёт порой, да, кровавыми методами, если тиранические государственные режимы не дают демократическим способом уравновесить их власть. И Путин будет защищать государственность, которую мы сейчас попробуем уравновесить народовластием.

### Митинг в Чите
В июле Габышев достиг Читы, а 12 июля выступил здесь на устроенном по этому случаю митинге «Россия без Путина». Акция, организованная региональным отделением КПРФ и общественно-политической организацией «Гражданская солидарность», собрала около 700 человек. Основной идеей выступления Габышева было народовластие. Он призвал использовать против Путина мирные средства, но сказал, что если они не подействуют, то придётся использовать и другие. Закончил он свою речь словами: «Отныне Путин вам не указ — живите свободно!».
Представители Читинской епархии высказались против митинга и выразили сомнение в психическом здоровье Габышева.

### Дальнейший путь
4 августа газета «МК Улан-Удэ» сообщила, что «самый известный в России шаман» Александр Габышев рассчитывает в середине августа подойти к Улан-Удэ. В пути его теперь сопровождают около десятка сподвижников-добровольцев. У города Хилка с Габышевым встретилась бурятская делегация единомышленников, среди которых экс-кандидат в мэры Улан-Удэ Алексей Карнаухов, журналист-телеведущий Сергей Басаев и руководитель общественной организации «Священный Байкал» Владимир Обогоев. Они записали видеообращение Габышева к жителям Бурятии.
СМИ сообщали о том, что по пути Габышев вылечил жительницу Улан-Удэ от хронической головной боли. Возложив ей на голову свои руки, он произнёс: «Отныне твоя голова не будет тебя беспокоить, ты здорова и живи с миром», после чего боль якобы исчезла навсегда.
В Бурятии Габышев и его спутники (до 30 человек) столкнулись с первыми крупными препятствиями. 23 августа полиция отобрала у группы красные «Жигули», подаренные ранее жителем Бурятии. По сообщениям ряда СМИ, внимание сотрудников ГИБДД привлёк автомобиль с багажом и заклеенными номерами. Сотрудники ГИБДД предложили водителю Игорю пройти освидетельствование на алкоголь, но мужчина отказался. После решения сотрудников забрать автомобиль на штрафстоянку группа Габышева устроила скандал, а один из сподвижников Габышева по имени Дима начал отпускать проклятия в адрес детей сотрудников ГИБДД.
В итоге группа Габышева лишилась «Жигулей» и отправилась дальше в сторону Улан-Удэ.

### Конфликт с общиной «Тэнгэри»
28 августа путников встретили бурятские шаманы из общины «Тэнгэри». Шаманы настоятельно просили Габышева отречься от шаманизма, поскольку по их мнению «изгнание Путина» — не благая цель, чреватая кровопролитием. Ранее Габышев говорил, что планирует изгнать Путина мирным путём, призывая народ на митинги, но в случае, если мирные методы не помогут, допускал изгнание «по-другому» (не уточняя, как именно).
Одной из причин конфликта, как сообщает сайт «Новая Бурятия», стало то, что кто-то из сопровождавших Габышева якобы произносил проклятия в адрес детей сотрудников ГИБДД. По мнению представителей «Тэнгэри», из-за Габышева шаманизм — древнее тэнгрианское мировоззрение — может быть отнесено к экстремистским культам, а сам он «нарушает каноны шаманизма, религии которая должна нести гармонию и свет, призывая к войне и допуская проклятия в адрес детей от своих сподвижников».
Недовольство также вызвало присутствие в группе Габышева ранее девятикратно судимого 32-летнего оренбуржца Евгения Ростокина по прозвищу Ворон.
Спутники Габышева встали на его защиту, а перед Улан-Удэ Габышева встретила группа бурят, поддержавших его взгляды и несогласных с позицией «Тэнгэри». 29 августа Габышев и его спутники вошли в столицу Бурятии, где остановились на несколько дней. Благодаря пожертвованиям ими была куплена новая «Газель».

### В Бурятии
В Бурятии в отношении Габышева прошла серия критических публикаций в местных СМИ. По мнению корреспондента интернет-издания Babr24, Андрея Светлова, она связана с проходившими 8 сентября выборами. Заявку на митинг в Улан-Удэ администрация отклонила. Габышев решил не проводить несанкционированный митинг, а просто принял всех желающих в помещении, после чего отправился дальше.
В Улан-Удэ Габышеву и его спутникам предоставил жильё работающий водителем автобуса бурятский поэт Есугей Сындуев. После этого он был отчислен из автобусной бригады, его самого избили, а его автобус был повреждён неизвестными.
Оппозиционная акция в Улан-Удэ состоялась 9 сентября: около 200 человек собралось в центре города, в том числе и сторонники Габышева. Они требовали освободить его соратников Петра Дондукова и Игоря Коношанова[прояснить], вернуть автотранспорт (подаренные «Жигули» и купленную «Газель»[прояснить]). Другой темой митинга было недовольство итогами выборов, на которых победил представитель партии «Единая Россия» Игорь Шутенков. В ходе этой акции были задержаны (с применением силы) четыре участника: активист Дмитрий Баиров, депутат Народного хурала коммунист Баир Цыренов, помощник депутата Алексей Ихиритов. Полиция и спецназ разбили стёкла машин, вытащили оттуда людей и увели их в автозаки. Митингующие хотели помешать этому, но спецназовцы стали избивать их дубинками и угрожать топориками. Баирова арестовали на пять суток, Цыренова оштрафовали на 15 тысяч рублей. Протестная акция в Улан-Удэ продолжалась и в последующие дни.

### Уголовное преследование
12 сентября 2019 года Управление ФСБ по Республике Саха (Якутия) в отношении Габышева возбудило уголовное дело о публичных призывах к экстремистской деятельности (часть 1 статьи 280 УК РФ), 13 сентября он был объявлен в розыск.
19 сентября 2019 года, около 6 утра по местному времени, во временном лагере, расположенном у посёлка Выдрино на административной границе Бурятии с Иркутской областью, на 202-м километре федеральной трассы М-53 «Байкал» Габышев был задержан сотрудниками полиции, после чего доставлен в Улан-Удэ. МВД Бурятии подтвердило задержание «мужчины 1958 года рождения», не называя его имени. По сообщению МВД, задержанный находится в розыске «за совершение преступления на территории Республики Саха (Якутия)» и будет доставлен из Улан-Удэ в Якутск для проведения следственных действий. BBC сообщало, что в официальном списке людей, разыскиваемых полицией Якутии, имени Александра Габышева нет.
20 сентября 2019 года Габышеву в Якутске в качестве меры пресечения была избрана подписка о невыезде. Он дал добровольное согласие на стационарное психиатрическое обследование, и помещён в Якутский республиканский психоневрологический диспансер для психиатрической диагностики.
В тот же день в соцсетях появилось видеообращение Габышева, в котором он сообщил, что с ним всё в порядке и он «поедет домой». Никаких жалоб на медиков и правоохранительные органы он не высказывал и неоднократно подчеркивал, что с ним обращаются «в рамках законности». Своих сторонников Габышев призвал «отдохнуть и успокоиться» до завершения следствия и суда. Адвокат проекта «Правозащита Открытки» Борис Андреев считает, что видеообращение Габышева было записано под давлением сотрудников ФСБ, в обмен на обещание отпустить его под подписку о невыезде. По мнению координатора проекта «Правозащита Открытки» Алексея Прянишникова, согласие Габышева на психиатрическое обследование также было получено под давлением.
21 сентября Габышев отозвал согласие на обследование и вернулся домой, отказавшись от сопровождения сотрудниками ФСБ, поскольку контроль перемещений не предусмотрен режимом подписки о невыезде.
В Amnesty International признали Габышева узником совести.
3 октября стало известно, что психиатрическая экспертиза выявила у Габышева психические заболевания. 8 октября Ольга Тимофеева, адвокат Габышева, уточнила, что он не был признан невменяемым, и заявила о подготовке ходатайства о проведении повторной экспертизы.

### Продолжение марша после задержания Габышева
После повторной просьбы Габышева разойтись по домам значительная часть его сторонников покинула отряд, в том числе Евгений Ростокин (Ворон) и участвовавшая в марше молодёжь. Численность участников марша сократилась, по различным сведениям, с 20—21 человека до 5—7. По состоянию на 22 сентября отряд находился в 140 км к востоку от Иркутска.
22 сентября 2019 года четверых сторонников Габышева, включая Евгения Ростокина, задержала полиция в Иркутске на снятой для ночёвки квартире, якобы, из-за сообщения соседей о драке. После взятия показаний в отделе полиции их отпустили.
В октябре 2019 года Габышев рассказал в интервью изданию «Якутия.Инфо», что намерен собрать свой отряд и возобновить свой поход на Москву. При этом он подчеркнул, что поход носит исключительно мирный характер — «ни один волос упадёт, ни одна капля крови у Путина не прольётся». Габышев объявил сбор своего отряда в Якутске и заявил, что поход на Москву намечен на весну 2020 года, но в случае необходимости может быть открыт в любой момент.
8 декабря 2019 года появились сообщения, что Габышев, которому до тех пор не было предъявлено никакого обвинения, возобновил свой поход и покинул Якутск. Спустя два дня, 10 декабря, Габышев вновь был задержан сотрудниками полиции. 11 декабря Якутский городской суд оштрафовал его на тысячу рублей по обвинению в неповиновении сотрудникам полиции. В составленном полицейскими протоколе говорилось, что Габышев порвал форменную куртку сотруднице полиции, «вытащив меч, размахивая [им] в сторону сотрудников полиции». Позднее Габышев подал жалобу в Европейский суд по правам человека на незаконность его задержания и нарушение права на справедливое судебное разбирательство.

## Недобровольные госпитализации

### Первая госпитализация
12 мая 2020 года Габышев вновь лишили свободы — его задержали в его квартире, после чего, по сообщению правозащитной организации «Правозащита Открытки», сразу увезли в Якутский республиканский психоневрологический диспансер, где он был недобровольно госпитализирован. В задержании участвовали сотрудники «скорой помощи» и бойцы ОМОНа, которых было не менее 20 человек.
Согласно закону о психиатрической помощи, в течение 48 часов после госпитализации представители медицинского учреждения должны обратиться в суд с ходатайством о его недобровольной госпитализации либо прекратить госпитализацию. К 14 мая, когда положенные 48 часов истекли, ничего из этого сделано не было. Защита подала в Европейский суд по правам человека ходатайство о принятии срочных обеспечительных мер в связи с угрозой его здоровью во время нахождения в психиатрической больнице, так как его принуждали принимать медикаменты без соответствующего решения суда.
28 мая 2020 года защита Габышева подала в Якутский городской суд административный иск с требованием признать незаконной его госпитализацию. 1 июня, спустя почти три недели с момента помещения Габышева в стационар, представители медучреждения наконец обратились в суд с заявлением о недобровольной госпитализации. Вызванные в суд свидетели защиты были задержаны полицией за нарушение режима самоизоляции. 2 июня суд принял решение о недобровольной госпитализации Габышева в связи с «переоценкой (им) своей личности». Адвокаты Габышева подали апелляцию на это решение в Верховный суд Якутии. С критикой недобровольной госпитализации Габышева выступили мэр Якутска Сардана Авксентьева и вице-спикер Госсобрания Якутии Виктор Губарев, а депутат Госдумы РФ от Якутии Федот Тумусов направил запрос Генеральному прокурору РФ с требованием проверить экспертов, нашедших у Габышева признаки психического расстройства, на профессиональную пригодность.
25 июня 2020 года Правозащитный центр «Мемориал» признал Габышева политзаключённым, лишённым свободы «исключительно из-за политических и религиозных убеждений».
22 июля 2020 года Габышев был выписан из стационара и освобождён.

### Вторая госпитализация
В середине января 2021 года Габышев объявил о планах нового похода: он собирался отправиться на Москву в марте на белом коне, а его сторонники должны были присоединиться к нему на машинах.
27 января 2021 года Габышев снова недобровольно отправили в Якутский республиканский психоневрологический диспансер. Как позднее заявил следственный комитет, так как Габышев не посещал психиатра, врач направил 27 января к дому Габышева медицинского работника в сопровождении росгвардейцев, которые предупредили несколько раз Габышева у дверей дома, что они имеют право войти к нему внутрь, но когда они входили, то Габышев ударил одного из росгвардейцев мечом.
В операции по доставке Габышева в диспансер принимало участие 50 полицейских и заместитель министра МВД. По заявлению адвокатов, Габышева при задержании ранили в голову.
29 января 2021 года деятели культуры выступили с обращением, в котором потребовали освободить шамана. Они отметили, что относиться к решению Габышева отправиться в повторный поход в Москву можно как угодно, но свобода перемещений для граждан России не отменена. Авторы письма обратились ко «всем, кто мог бы помочь освобождению Габышева и привлечь внимание к возобновлению практики карательной психиатрии». Обращение подписали писатели Светлана Алексиевич, Александр Гельман, Лев Рубинштейн, кинокритик Антон Долин, актриса Елена Коренева, политик Лев Шлосберг и другие — всего 19 имён.
2 февраля 2021 года Якутский городской суд удовлетворил заявление республиканского психоневрологического диспансера о принудительном лечении Габышева. Обосновывая своё требование, администрация диспансера указала, что Габышев «вновь начал делать громкие заявления в средствах массовой информации».
24 февраля 2021 года поступили сообщения о том, что Следственный комитет России возбудил против Александра Габышева уголовное дело по статье 318 УК РФ (применение насилия в отношении представителя власти). По версии следствия, во время задержания 27 января Габышев «применил холодное оружие кустарного производства длиной 84 см и нанёс полицейскому колото-резаную рану».
18 марта 2021 года Габышев был признан невменяемым по результатам психолого-психиатрической экспертизы, проведённой в Якутском психоневрологическом диспансере в рамках уголовного дела о применении насилия к сотруднику Росгвардии.
26 июля 2021 года Якутский городской суд, где Габышев обвинялся в нападении на росгвардейца с мечом 27 января 2021, на основании проведённой ранее психолого-психиатрической экспертизы, направил Габышева на принудительное лечение. 26 сентября Габышев был увезён на принудительное лечение, а 4 октября стало известно, что он находится в Новосибирской психиатрической больнице специализированного типа с интенсивным наблюдением.
В марте 2022 года после очередного суда стало известно, что по вступлении решения в законную силу Габышев будет без конвоя ФСИН и специальной пересылки переведён из тюремных условий под наблюдение в психиатрическую клинику нетюремного типа в другом регионе России.
В апреле 2022 года Габышев был помещён в психиатрическую больницу специализированного типа в Уссурийске.
В июле 2022 года суд продлил принудительное лечение Габышева в больнице, находящейся примерно в 30 километрах от города Уссурийск. Как сообщает правозащитник Алексей Пряников, врачи уже не первый раз просят перевести Габышева в больницу общего режима, так как он не представляет угрозы обществу. Но судьи, ведущие дело Габышева, уже несколько раз давали отказ в переводе. Врачи, которые лечат Александра Габышева, высказали опасение, что у него может развиться состояние, называемое «госпитализмом», когда длительное пребывание в стационаре даёт не позитивную реакцию, а постепенный регресс состояния человека.

## Оценки деятельности
В конце сентября 2019 года политтехнолог Виталий Шкляров высказал мнение, что Габышев вполне может оказаться для Кремля «опаснее многотысячных протестных митингов в Москве». Он провёл аналогию с «Соляным походом» — мирным, но массовым протестом против британского колониализма сторонников Махатмы Ганди в Индии, который, по мнению Шклярова, «сломал хребет британскому колониальному верблюду».
Польский журналист Яцек Хуго-Бадер встречался с Габышевым в 2019 году и написал о нём книгу «Шаманская болезнь». В интервью «Сибирь. Реалии» журналист рассказал о том, что заставило его поверить в особые способности Габышева:
До встречи с ним посмотрел об этом человеке множество видео на ютубе, он был уже очень популярен. И для меня он был такой звездой с экрана телефона. А потом ты едешь, встречаешь этого человека, и он ещё и рта не открыл, а ты уже в него влюбляешься, моментально. Это просто такой тип человека. Он абсолютно прекрасен, и я не имею в виду его внешний вид. Напротив, чем он более некрасив, тем более прекрасен, целиком, как целостное существо.

## В культуре
Портрет Габышева работы новосибирского художника Константина Ерёменко был продан с аукциона за 23 тысячи рублей. Рабочее название картины «Дойди и изгони». Художник сообщил, что 40 % полученных средств будут переданы Габышеву.
Группа «Бахыт-Компот» посвятила Габышеву песню «Шаман Саня» («А шаман Саня всё идёт и идёт…»).
В начале ноября 2020 года московский театр документальной пьесы «Театр.doc» поставил кукольный спектакль о Габышеве — «Сказка о шамане».
Упоминается в книге В. С. Бушина «Спасатели и гробовщики Владимира Путина».
А. Невзоров в своей авторской программе «Экстракт» каждый раз произносит: «Привет Саше Габышеву!», а недавно[когда?] распространил сюжет об отравлении собаки А. Габышева.